# Владо Яневски
Владо Яневски (на македонска литературна норма: Владо Јаневски) е певец от Северна Македония.
През 1998 г. участва в конкурса Евровизия в Бирмингам и става първият представител на Северна Македония на Евровизия. С песента си „Не зори, зоро“ се класира 19-и.